# Peretu
Peretu là một xã thuộc hạt Teleorman, România. Dân số thời điểm năm 2002 là 8054 người.